# Stangesemidalis subandina
Stangesemidalis subandina är en insektsart som beskrevs av Gonzalez Olazo 1985. Stangesemidalis subandina ingår i släktet Stangesemidalis och familjen vaxsländor. Inga underarter finns listade i Catalogue of Life.